# Бриченски район
Бриченски район е район в северозападната част на Молдова с административен център град Бричени. Друг голям град е Липкани. Населението на района е 77 300, а площта му 741 km2.